# Tephrosia

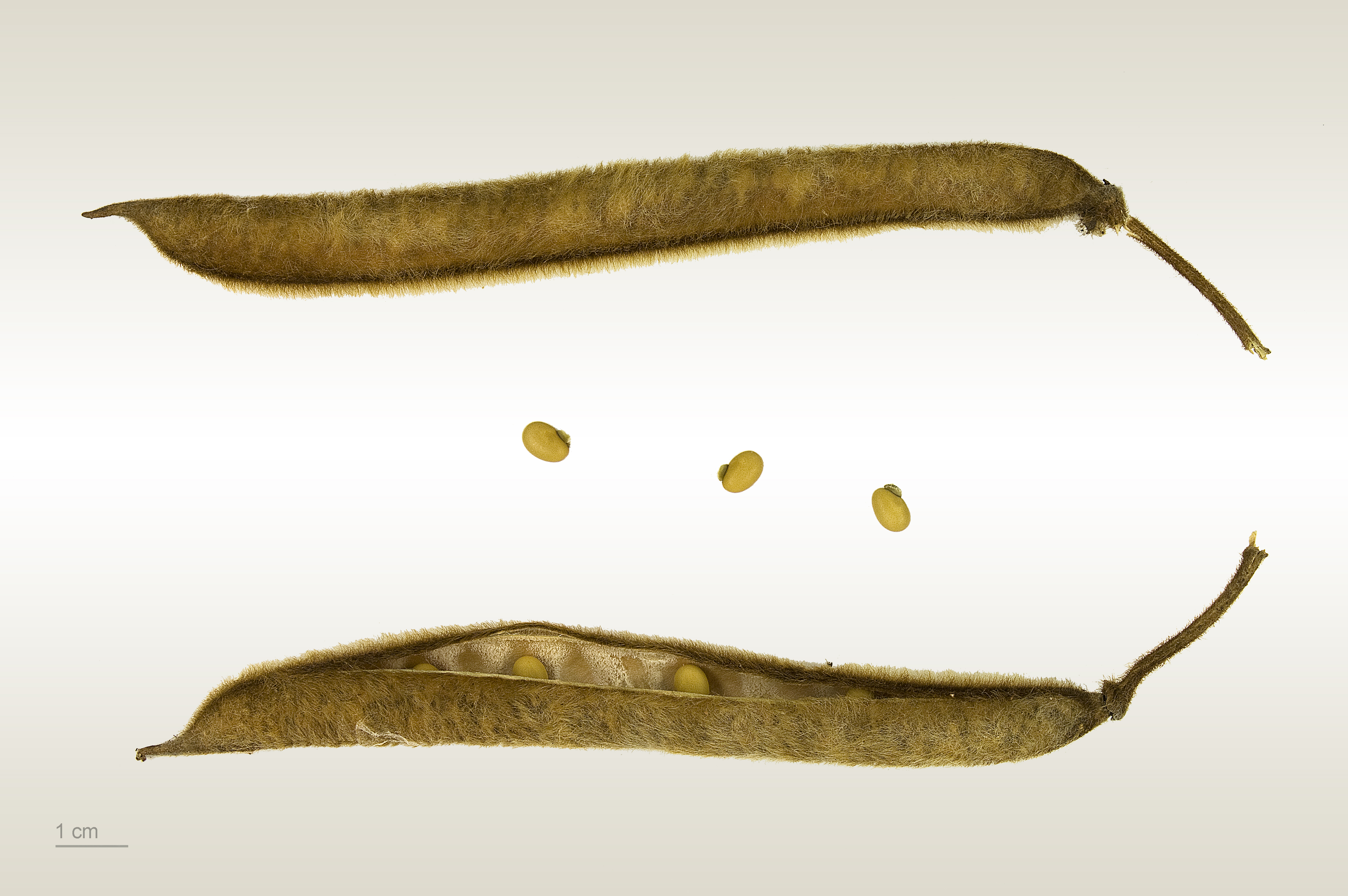
Tephrosia vogelii - MHNT

Tephrosia é um género botânico pertencente à família Fabaceae. Também conhecida como Ervilha.